# 树下
《树下》，迟子建的长篇小说。

## 内容
全书分作七章：
- 葬礼之后
- 在斯洛古小镇
- 邮递马车来了
- 杀人犯
- 白卡鲁山下的木屋
- 航行的日子
- 农场里

## 角色
- 七斗：燕北农村女孩，父母早逝，她成了孤儿，由姨妈养大，但是遭受禽兽姨夫的骚扰和强奸，后来成了一个孩子的母亲。

## 情節
《树下》讲述一个父母早逝、孩童时期遭受性侵犯的女孩旺盛的生命力，最终成了一个孩子的妈妈。